# Verksilver
Verksilver är en silverlegering med 83 % (830/1000) silver och 17 % (170/1000) huvudsakligen koppar och i undantagsfall zink. Legeringen används i de flesta bruksföremål tillverkade i silver som behöver högre deformationshållfasthet än sterlingsilver, till exempel bestick och ljusstakar. Nackdelen är att verksilver har lägre bearbetningssmidbarhet, lägre smälttemperatur och lättare oxideras av luftburna svavelföreningar än till exempel sterlingsilver, varför det ofta försilvras, det vill säga beläggs elektrolytiskt med en tunn, 50–100 mikrometer tjock yta av finsilver.